# 61a edició dels Premis Sant Jordi de Cinematografia
La 61a edició dels Premis Sant Jordi de Cinematografia va tenir lloc el 2017. Com cada any des de 1957, Ràdio Nacional d'Espanya (RNE) va atorgar una sèrie de premis al cinema espanyol i estranger estrenat l'any 2016. Els premis Sant Jordi van ser concedits per un jurat presidit per Conxita Casanovas i compost per vint-i-cinc crítics i periodistes especialitzats en cinema i pertanyents als mitjans de comunicació presents a Barcelona, motiu pel qual aquests premis són considerats com un premi de la crítica de la capital catalana.
La cerimònia de lliurament dels premis va tenir lloc de nou a l'antiga fàbrica de cervesa Damm el 24 d'abril de 2017 i va ser apadrinada per l'actor estatunidenc Richard Gere i presentada per Elena Sánchez i Sonia Urbano. A diferència d'altres premis cinematogràfics, en aquesta data ja es coneixia el nom dels guardonats, per la qual cosa aquests no assisteixen com nominats a un premi de destinatari incert i l'ambient és més relaxat. En el mateix acte es van lliurar també les denominades Roses de Sant Jordi, dos premis concedits per votació dels oïdors de Ràdio 4 de RNE i que recompensen a les millors pel·lícules espanyola i estrangera.

## Premis Sant Jordi

Eusebio Poncela va rebre el premi per tota la seva trajectòria.

| Categoria                              | Premiat             | Labor premiada            |
| -------------------------------------- | ------------------- | ------------------------- |
| Millor pel·lícula espanyola            | La propera pell     | Pel·lícula                |
| Millor actor en pel·lícula espanyola   | Luis Callejo        | Tarde para la ira         |
| Millor actriu en pel·lícula espanyola  | Emma Suárez         | Julieta La propera pell   |
| Millor òpera prima                     | Tarde para la ira   | Pel·lícula                |
| Millor pel·lícula estrangera           | Elle                | Pel·lícula                |
| Millor actor en pel·lícula estrangera  | Adam Driver         | Paterson                  |
| Millor actriu en pel·lícula estrangera | Amy Adams           | Arrival Nocturnal Animals |
| Premi especial a la indústria          | Televisió Espanyola |                           |
| Premi a la trajectòria professional    | Eusebio Poncela     | Trajectòria               |

## Roses de Sant Jordi

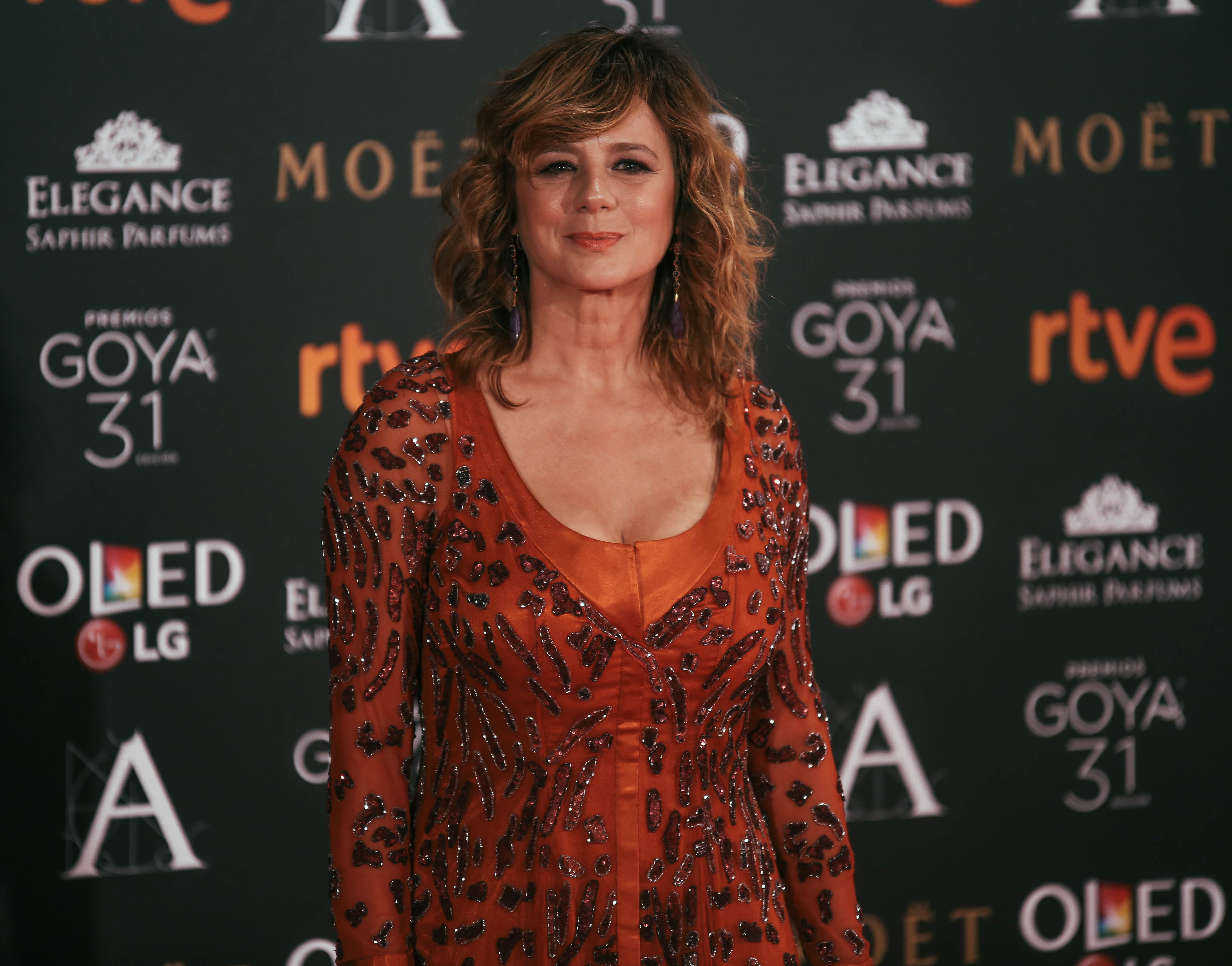
Emma Suárez va obtenir el premi a la millor actriu en pel·lícula espanyola.

| Categoria                    | Premiada |
| ---------------------------- | -------- |
| Millor pel·lícula espanyola  | Julieta  |
| Millor pel·lícula estrangera | Carol    |